# Aserrí
Aserrí är en ort i Costa Rica.   Den ligger i provinsen San José, i den centrala delen av landet, 8 km söder om huvudstaden San José. Aserrí ligger 1 331 meter över havet och antalet invånare är 25 874.
Terrängen runt Aserrí är varierad. Runt Aserrí är det mycket tätbefolkat, med 1 313 invånare per kvadratkilometer. Närmaste större samhälle är San José, 8,3 km norr om Aserrí. Runt Aserrí är det i huvudsak tätbebyggt.